# Campegna
Campegna sarà una stazione della linea 6 della metropolitana di Napoli.

## Storia
Una prima progettazione della stazione risale al 2009, durante lo sviluppo del progetto Bagnoli Futura, quando si pianificò un'estensione della Linea 6 fino a Bagnoli: questo prolungamento prevedeva fermate intermedie a Campegna, Acciaieria, Città della scienza e Porta del Parco. Tuttavia, il commissariamento e il successivo fallimento di Bagnoli Futura nel 2014 portarono a una revisione del progetto da parte di Invitalia, subentrata come ente attuatore per la bonifica dell'area ex-ILVA, la quale presentò una modifica che prevedeva l'estensione della linea fino a Nisida, con fermate intermedie a Campegna, Neghelli e Acciaieria. Secondo i piani stabiliti, la stazione sorgerà nei pressi delle vecchie aree ferroviarie RFI della stazione di Napoli Campi Flegrei, le quali verranno convertite nel futuro deposito della linea 6. Sarà inoltre punto di diramazione della linea verso la futura stazione di Posillipo.
Secondo le previsioni, i lavori per la realizzazione della stazione Campegna e del deposito adiacente dovrebbero iniziare entro il 2027 e concludersi entro il 2030.